# 여성의 생식 기관
다음은 여성의 생식 기관(영어: female reproductive system)에 대한 설명이다.
여성의 경우 음문이라고 하면 질이나 자궁 등 내부 생식기관을 포함하지 않기도 하지만 이는 남성의 경우도 마찬가지여서 음경이나 페니스라는 표현에는 고환이나 전립샘 등의 내부 생식기관이 포함되지 않는다. 따라서 흔히 질을 가리키는 '버자이너(vagina)'라는 표현은 여성의 성기 또는 생식기에 대한 정확한 표현이 아니다.
여성의 생식기관 혹은 성기는 크게 외음부와 내음부로 나눌 수 있는데 내부는 자궁과 질, 두 가지 기관으로 이루어져 있다. 질은 음경을 삽입할 수 있도록 구성되어 있으며, 자궁은 난소와 연결되어 난자를 만들어낸다.
실질적인 생식 활동은 자궁 등 내음부에서 거의 모두 이루어진다고 볼 수 있겠으나 질이나 외음부가 성교를 통해 남성의 음경과 정자를 받아들인다는 점에서 생식에 필수적인 기초 기능은 사실상 외음부가 담당한다고 볼 수 있어서 내음부보다 외음부가 중요성이 떨어진다고 볼 수 없다.
질은 외음부와 연결되는데 외음부는 크게 음핵, 대음순, 소음순 등으로 구분된다. 질과 자궁 사이는 자궁경관으로 불리는 통로로 연결되며 자궁과 난소 사이에는 나팔관으로 연결되어 있다. 주기적으로 난소에서는 난자를 나팔관을 통해 자궁으로 보낸다. 이때 월경이 일어난다.
만약 남성의 정자와 이때 만난다면 정자는 난자에 들어가 수정되고 자궁에 착상되어 태아로 성장하게 된다. 때때로 수정란이 자궁 외에서 자라는 자궁외 임신의 경우가 있는데 이럴 경우 위험하다.
음문은 음경과 달리 요도관이 질과 분리되어 있다는 점에서 차이가 있기는 하나, 생식기관인 질이 외부에 공개된 채 내음부로 연결돼 있어 요도구에서 흘러 내린 소변이 대음순, 소음순 등 외음부를 타고 흘러 내려 위생상으로 불결해지는 특징도 있다. 또 여성의 경우 질이 배설기관인 항문과 밀접하게 접근해 있는 점은 방광염, 자궁암, 성병 등 각종 질병을 유발하는 원인이 되며, 다른 쪽으로 여성 성기의 불결성의 최대 원인이기도 하다.

## 내부 성기

### 자궁
성인 여자 자궁의 크기는 임신하고 있지 않은 상태에서 길이가 약 7 cm, 너비가 약 2 cm에 이르며 옆에서 본 단면이 가지 모양이다. 자궁은 아래로 질과 연결되어 있으며 양 옆으로는 난소에서 생성된 난자를 받기 위하여 나팔관을 달고 있다. 질과 맞닿아 있는 좁은 통로를 자궁경부라고 부르며, 이곳을 정자가 통과한다.이곳을 통과할 때 정자들이 백혈구에 의해 잡아먹혀 대부분 죽고 200여 개 밖에 안 남는다. 수정이 된 난자는 자궁의 두터운 피부조직에 뿌리내린다.

### 나팔관 (자궁관)
난소에서 생산된 난자가 자궁으로 이동하는 통로이고, 자궁관이라고도 하는데, 섬모운동으로 수정란을 자궁으로 이동시키는 역할을 한다. 그리고 모양이 난소쪽으로 갈수록 넓어지기 때문에 나팔처럼 생겼다 하여 흔히 나팔관이라고 부른다. 정상적인 정자와 난자의 수정은 나팔관의 안쪽 끝부분에서 일어난다.

### 난소
난소는 자궁관 끝부분에 이어진 작은 돌기이다. 약 28일~32일을 주기로 양쪽 난소에서 교대로 각 1개의 난자가 배란된다. 남성은 일생 동안 정자가 계속 생성되는 반면 여성은 태어날 때부터 난자를 난소에 지니고 태어난다. 이 난자들은 2차 성징이 발현될 때부터 성숙되기 시작한다. 이렇게 성숙되어 처음 배란된 후 자궁내막이 퇴축되면서 혈액과 조직 등이 배출되는 현상을 '월경' 이라 부른다.

### 질
자궁과 이어진 좁은 길로서, 남녀 간의 성교 과정에서 음경을 받아들여 정자를 자궁 안으로 보내는 역할을 하며, 질에서 나오는 분비물의 액상은 산성이므로 세균의 침입을 어느 정도 막을 수 있다. 분만 과정에서는 일반적으로 태아가 이곳을 거쳐 태어나게 된다. 때문에 질은 신축성이 있으며 성인 여성의 경우 직경 약 8cm까지 확장될 수 있다고 한다.
성교할 때 남성의 음경이나 그 외 신체 부위 또는 성적인 행위를 위한 도구 등이 삽입되는 곳인 동시에 분만할 때 아이가 나오는 통로이기도 하다. 여성이 성적으로 흥분하거나 그 외 성기에의 자극이 있을 시  질의 내부에서 ‘질액(膣液)’이라고 부르는 미끄럽고 끈적끈적한 분비물이 배출된다.

## 외부 성기

### 외음부
외음부는 여성의 생식 기관 중 밖에서 보이는 부분의 총칭이다. 음문(陰門)이라고도 한다.

### 처녀막
처녀막은 질의 하단부에 위치하며 질 입구를 부분적으로, 또는 완전히 폐쇄하는 섬유조직이다. 있는 사람도 있고 없는 사람도 있다.

### 대음순
대음순(大陰脣)은 서양에서 여자의 생식기를 입술에 비유한 데서 유래하여 큰 입술이라고 이름 붙였다. 음문의 위쪽 부근부터 시작하여 사타구니까지 좌우로 갈라져 있다. 대음순 안에 소음순과 음핵이 있고, 소음순 안에 질구와 요도구가 있다. 음모는 주로 대음순 주변에 난다.

### 소음순
작은 입술이라는 뜻으로 비유되었으며 대음순 안쪽의 주름으로 존재하며 요도구와 질구를 덮고 있다. 보통은 대음순 안에 존재하는 경우가 많으나 대음순 밖으로 나와 있는 경우도 있다. 청바지 등 꽉 끼는 바지를 입을 때 통증을 느끼는 경우에는 소음순 제거 수술을 하기도 한다.

### 음핵
음핵은 여성의 생식기관 중 가장 민감한 장기로서, 내부 부분과 외부 부분으로 나뉜다. 외부 부분은 요도구 앞에 작은 돌기로서 소음순에 덮여있다. 내부 부분을 포함한 음핵 전체는 남성의 음경 만큼이나 거대하다.

## 같이 보기
- 남성의 생식 기관
- 음문